# Valério
Valério é um bairro do município de Cachoeiras de Macacu, no estado do Rio de Janeiro, no Brasil. Localiza-se a uma latitude 22º27'45" sul e a uma longitude 42º39'11" oeste, estando a sede do bairro a uma altitude entre 100 a 200 metros. Localiza-se na Região Serrana do Estado. A população recenseada em 2010 era de 5.529 habitantes. É atravessado pelo Rio Valério, que dá nome ao bairro, Rio São Joaquim, Rio Souza e Rio Macacu, o maior rio que deságua na Baía de Guanabara, tanto em extensão quanto em volume d'água. Sua economia baseia-se no turismo e serviços, com destaque para o comércio, pousadas e gastronomia, além de indústrias (pequenas/médias). Na divisão do estado em regiões turísticas, o município de Cachoeiras de Macacu - onde o bairro Valério está localizado - faz parte da região da Serra Verde Imperial. O bairro tem serras que chegam a superar 1.600 metros, como, por exemplo, o Pico, situado no limite com Silva Jardim. É rico em Mata Atlântica, rios e mais de 8 cachoeiras de águas cristalinas.

## Topônimo
O nome do bairro é uma referência ao Rio Valério, um Rio que nasce entre as altitudes de 1.400 metros a 1.600 metros no Morro Queimado da Serra do Mar na Divisa com o município de Nova Friburgo.

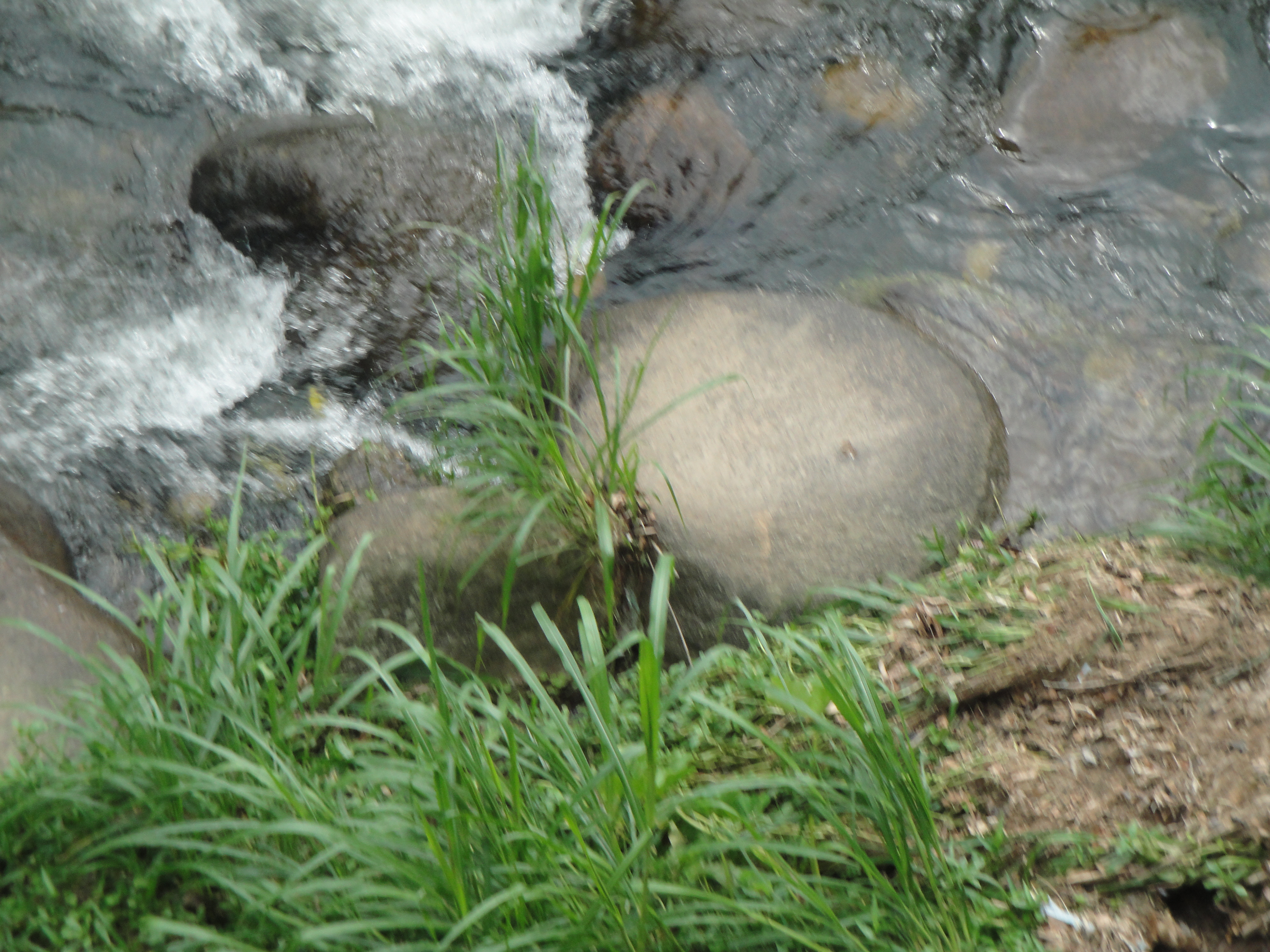
Rio Macacu.

## História
O povoamento da região iniciou-se no século XVI, com a ocupação das margens do Rio Macacu. A freguesia de Santo Antônio de Casseribu foi criada em 1647 e passou à categoria de vila e concelho em 1697, passando a chamar-se Santo Antônio de Sá. O território no qual se encontra Cachoeira de Macacu, já foi habitada por índios Coroados e Puris.
Em 1868, a sede do município passou para a Vila de Santana e, em 1877, passou a chamar-se Santana de Macacu, com a transferência da antiga sede municipal para o município de Itaboraí, em Porto das Caixas. Em 1898, Santana passou a designar-se Santana de Japuíba.
Em 1923, a capital do município mudou de lugar mais uma vez: agora, para a Vila de Cachoeiras de Macacu. Em 1929, o município passou a designar-se Cachoeiras de Macacu e a sua sede foi elevada à categoria de cidade.
Apesar de a cidade ter sido reconhecida em 1929, os primeiros registros de ocupação do território que hoje compõe o município de Cachoeiras de Macacu datam no final do século XVI, por volta do ano 1567, logo após a expulsão dos franceses da Baía de Guanabara.
Num pequeno núcleo agrícola instalado ao redor da antiga Capela de Santo Antônio, denominado Santo Antônio de Casseribu, aproveitando a fertilidade natural dos solos, desenvolveram-se cultivos de mandioca, milho, cana-de-açúcar, arroz e feijão. Este núcleo inicial foi elevado a vila em 15 de maio de 1879, com o nome de Santo Antônio de Sá, criando-se, ao mesmo tempo, o município do mesmo nome. Entre 1831 e 1835, por conta de uma febre endêmica conhecida como Febre de Macacu, provavelmente malária e febre amarela, houve grande perda de vidas e um significativo processo de êxodo rural, tendo se desorganizado as atividades produtivas de Santo Antônio de Sá, ocorrendo, então, os desmembramentos dos territórios municipais, gerando uma séria crise.
Até 1930, além das lavouras de subsistência, Cachoeiras de Macacu dependia diretamente das atividades da oficina da Estrada de Ferro Leopoldina, que se aproveitava da localização estratégica do município, usando-o como local de transbordo para a subida da serra, que deveu-se a um estudo da companhia inglesa que levou a fixar tanto a oficina quanto a estação onde está hoje situada a rodoviária da cidade (Terminal Rodoviário de Cachoeiras de Macacu).
Essa função a cidade iria perder no período pós-guerra, quando o ramal ferroviário de Cantagalo foi injustificadamente desativado nos anos 1960, gerando uma séria decadência social, cultural e econômica que se reflete ainda hoje, também aculada aos fatos políticos gerados pelo Regime Militar, que pressionou lavradores e funcionário da Leopildina.
Uma mudança significativa ocorreu no município no início da década de 1940, a partir de experiências de distribuição de terras para assentamento de colonos deslocados das áreas de citricultura da Baixada Fluminense. Estes formaram as colônias agrícolas de Japuíba e Papucaia, sendo importante acrescentar que, na primeira metade do século XX, chegaram em Papucaia e na Fazenda Funchal (nomeado desta forma para não confundir com a cidade de Funchal, de Portugal), os imigrantes japoneses que se dedicam à agricultura até hoje, principalmente à atividade de fruticultura.
Firmando-se na atividade agropecuária, o município de Cachoeiras de Macacu, hoje já começa a sofrer os efeitos do avanço das grandes cidades ao seu redor, na medida em que suas terras passaram a ser procuradas como área de sítios de lazer. Se observa já a expansão de loteamentos nos limites com Itaboraí. Comporta, ainda, próximo ao seus limites com o Município de Guapimirim, um assentamento agrícola de grande importância chamado São José da Boa Morte, com uma extensão de quase duzentos km² e que recebeu este nome por causa de uma igreja construída na época colonial. Hoje, a igreja está em ruínas e é um dos principais pontos turísticos da região.
Atualmente, o município tem se tornado uma atração para os praticantes do trekking, do montanhismo, do rapel e de outras modalidades de esportes radicais e de ecoturismo, sendo que parte do seu território encontra-se situado nos limites do Parque Estadual dos Três Picos, respondendo Cachoeiras de Macacu por 66% da área da unidade de conservação.
Outras importantes unidades de conservação criadas em Cachoeiras de Macacu foram a Reserva Ecológica de Guapiaçu em terras particulares e a área de proteção ambiental do Rio Macacu.
Além do Pico da Caledônia, com 2 219 metros de altitude, que também pertence ao município de Nova Friburgo, Cachoeiras de Macacu dispõe de várias belezas naturais, como a Pedra do Faraó, a Pedra do Oratório, a Pedra da Mariquita e inúmeras cachoeiras, tendo, na Pedra do Colégio, o símbolo da cidade.
Cachoeiras de Macacu está dividida em três distritos: Cachoeiras de Macacu (sede), Japuíba, e Subaio(Fonte IBGE).

## Clima
O clima de Cachoeiras é bem dividido como a própria cidade. Calor de baixada no verão e frio de Serra no inverno.
Sua temperatura média no verão é de 28°C e no inverno 14°C.
Os dias de verão,a cidade chega aos 38°C, mas é muito difícil chegar a 40, pois a influência da serra no clima é muito grande.
De dia chega aos 38,e à noite baixa para 28°C.
No inverno a temperatura na madrugada, manhã e noite podem chegar a 10°C ou até menos, e de dia chegam a 21°C.